# 錫博

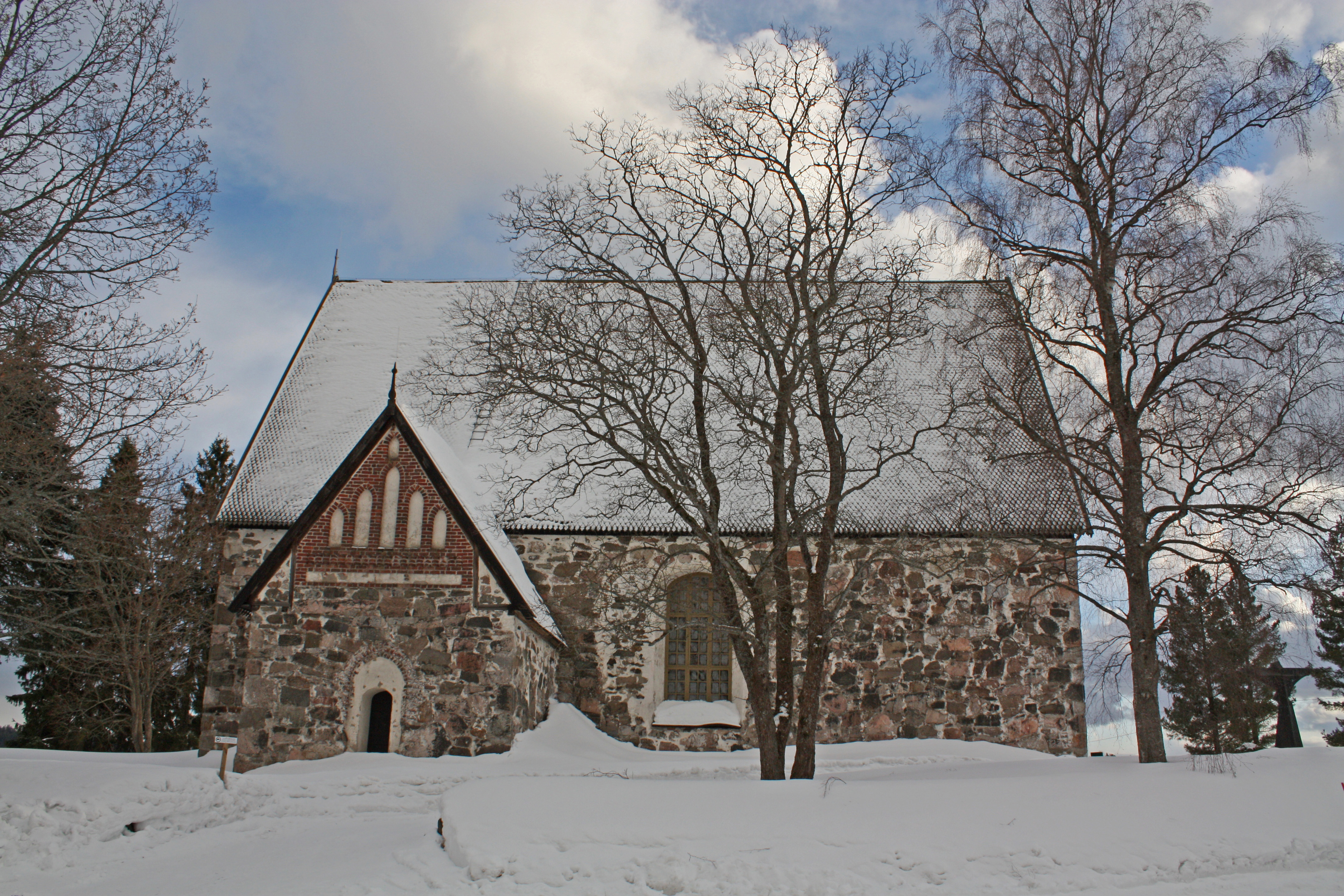
錫博老教堂

錫博（芬蘭語：Sipoo）是芬蘭南部新地區的市鎮，始建於1425年，面積699平方公里，六成人口使用芬蘭語，2013年人口18,802，人口密度為每平方公里55.36人。

## 外部連結
- 官方网站  （芬蘭語、瑞典語和英語）